# Henry Thomas
Henry Jackson Thomas Jr. (San Antonio, 9 de setembro de 1971) é um ator estadunidense conhecido pela sua atuação no filme E.T. O Extraterrestre no papel de "Elliot", Os Heróis Não Tem Idade (Cloak & Dagger), de 1984, e em "Querido John", no papel de Tim de 2010.
Também participou dos filmes Espírito Selvagem, no papel de "Lacey Rawlins", juntamente com os atores Matt Damon e Penélope Cruz; Gangues de Nova York no papel de "Johnny Sirocco", com Leonardo DiCaprio, Cameron Diaz e Daniel Day-Lewis; Lendas da Paixão, como o irmão caçula de Brad Pitt, "Samuel Ludlow" e Dead in the Water, em 2002, filmado no Brasil.